# Luis Hernández Quedo
Luis Hernández Quedo – portorykański bokser, brązowy medalista igrzysk Ameryki Środkowej i Karaibów w San Juan z roku 1966.

## Kariera
W 1966 roku Quedo zajął trzecie miejsce w kategorii piórkowej na igrzyskach Ameryki Środkowej i Karaibów, które rozgrywane były w San Juan. W ćwierćfinale igrzysk pokonał na punkty reprezentanta Dominikany Leopoldo Quintanę. Półfinałowy pojedynek z Kubańczykiem Roberto Caminero zakończył się porażką Portorykańczyka na punkty. W walce o brązowy medal zwyciężył Meksykanina Antonio Roldána, wygrywając walkowerem.